# 伊勒维尔叙蒙福尔
伊勒维尔叙蒙福尔（法語：Illeville-sur-Montfort，法語發音：[ilvil syʁ mɔ̃fɔʁ]，意为“蒙福尔上方的伊勒维尔”）是法国厄尔省的一个市镇，属于贝尔奈区。

## 地名
与通常在法语地名中表示“在……河畔”之意的“sur”不同，该地名Illeville-sur-Montfort中的“sur”意为“在……上方”，表示名为伊勒维尔（Illeville）的该地与蒙福尔（Montfort）的位置关系，且事实上也并无“蒙福尔河”存在。

## 地理
伊勒维尔叙蒙福尔（49°19'35"N, 0°43'36"E）面积14.95 平方千米，位于法国诺曼底大区厄尔省，该省份为法国北部内陆省份，北起滨海塞纳省，西接奧恩省和卡爾瓦多斯省，南至厄尔-卢瓦省，东临瓦兹省、瓦兹河谷省和伊夫林省。
与伊勒维尔叙蒙福尔接壤的市镇（或旧市镇、城区）包括：阿普维尔阿讷博、布雷斯托、埃卡克隆、里勒河畔蒙福尔、鲁日蒙捷、鲁穆瓦地区弗朗库尔克雷西、泰努维尔。
伊勒维尔叙蒙福尔的时区为UTC+01:00、UTC+02:00（夏令时）。

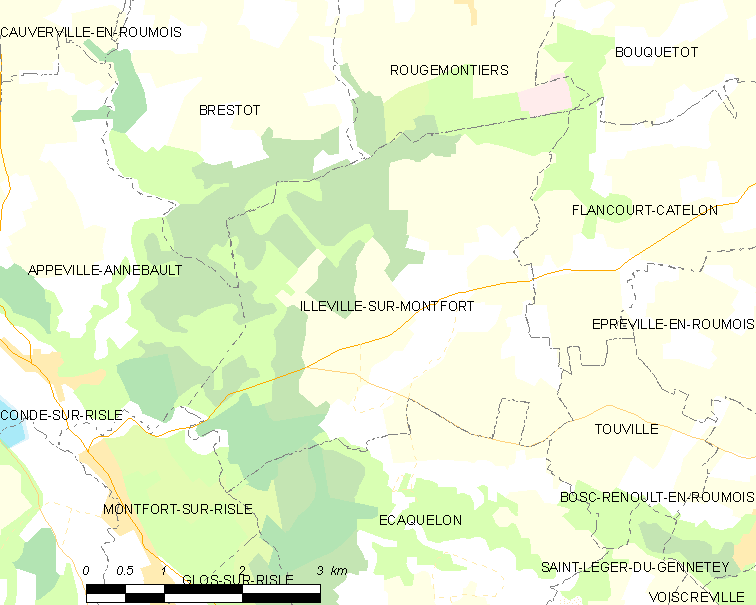
伊勒维尔叙蒙福尔的OSM定位图

## 行政
伊勒维尔叙蒙福尔的邮政编码为27290，INSEE市镇编码为27349。

## 政治
伊勒维尔叙蒙福尔所属的省级选区为蓬托德梅尔县。

## 人口

1962-2008年间伊勒维尔叙蒙福尔人口变化图示

伊勒维尔叙蒙福尔于2022年1月1日时的人口数量为857人。